# Matthew Beard (britisk skuespiller)
 For den amerikanske skuespiller, se Matthew Beard (amerikansk skuespiller).
Matthew Beard (født 25. marts 1989 i London) er en britisk skuespiller.

## Udvalgt filmografi
- An Education (2009) – Graham
- Chatroom (2010) – Jim
- Samme dag næste år (2011) – Murray Cope
- The Imitation Game (2014) – Peter Hilton